# August Thalheimer

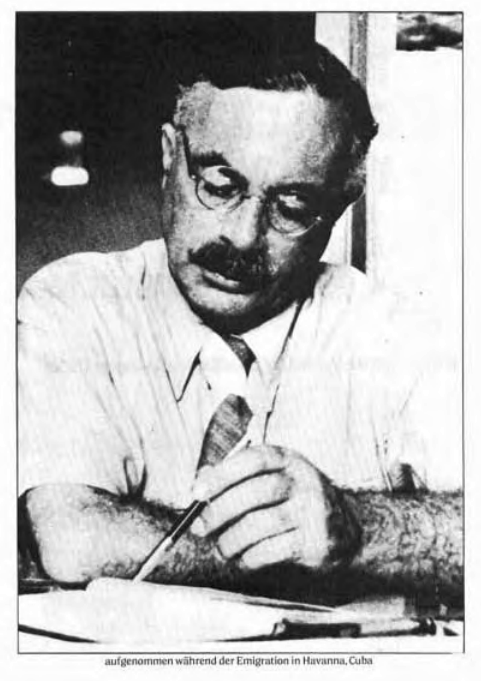
August Thalheimer im kubanischen Exil von 1941–48

August Thalheimer (* 18. März 1884 in Affaltrach, Württemberg; † 19. September 1948 in Havanna) war ein deutscher kommunistischer Politiker und Theoretiker.

## Leben

### Jugend
Thalheimer wurde als Kind einer jüdischen Kaufmannsfamilie in Affaltrach (heute Gemeinde Obersulm) in Württemberg geboren. Die Familie zog 1892 nach Winnenden und 1899 nach Cannstatt. Er besuchte das Realgymnasium in Stuttgart und nahm danach ein Studium der Medizin in München auf, wechselte bald jedoch zu Sprachwissenschaft und Ethnologie. Nach einer kurzen Zeit in Oxford und London immatrikulierte er sich 1904 in Berlin, wechselte dann nach Straßburg, wo er 1907 zum Thema Pronomina personalia und possessiva der Sprachen Mikronesiens promovierte. Weitere Studien der Philosophie und Ökonomie in Berlin schlossen sich an.

### SPD, Spartakusbund, KPD 1910–1928
Im Jahr 1910 arbeitete er kurz auf Vermittlung von Rosa Luxemburg unter Anleitung des Chefredakteurs Franz Mehring als Volontär bei der Leipziger Volkszeitung. In jener Zeit trat er in die SPD ein. Danach übernahm er die Redaktion in zwei weiteren, dem linken Parteiflügel der SPD nahestehenden Zeitungen, der Göppinger Freien Volkszeitung (1911–1912) und dem Braunschweiger Volksfreund (1914–1916). Nach Kriegsausbruch 1914 schloss er sich als Gegner der Burgfriedenspolitik dem Kreis um die SPD-Linken Karl Liebknecht und Rosa Luxemburg an, denen er in den Spartakusbund und in die KPD folgte. Wegen seiner Antikriegsaktivitäten wurde Thalheimer Mitte 1916 zum Militär einberufen, wo er wegen „politischer Unzuverlässigkeit“ und Nachtblindheit keine Waffe tragen durfte. Er wurde bis zu seiner Entlassung im September 1918 als Armierungssoldat und Dolmetscher eingesetzt.
Im November 1918 gehörte Thalheimer mit Fritz Rück zu den Führern der Stuttgarter Spartakusgruppe und ab Anfang November 1918 zu den Herausgebern der im Auftrag des Arbeiter- und Soldatenrates gedruckten Roten Fahne. Rück und Thalheimer beteiligten sich aktiv an der Vorbereitung der Aktionen, die schließlich am 9. November zur Revolution in Württemberg führten. Beim Versuch, die revolutionäre Bewegung auch nach Friedrichshafen zu tragen, wurden Rück und Thalheimer am Abend des 6. November 1918 in Ulm verhaftet und blieben bis zum späten Abend des 9. November in Haft. Da die Stuttgarter Spartakisten deshalb am 9. November ohne Führung waren, ging die Initiative der Revolution in Württemberg auf die gemäßigten Sozialdemokraten um Wilhelm Keil und Wilhelm Blos über. Den ihm angebotenen Eintritt in die provisorische Regierung Württembergs als Finanzminister lehnte Thalheimer ab. Stattdessen war er vom 10. bis 18. November Vorsitzender des Stuttgarter Arbeiter-Rates, ehe er in die Zentrale des Spartakusbundes nach Berlin wechselte.
Von 1919 bis 1924 war er Mitglied der Zentrale der KPD, 1922 legte er einen Entwurf für das Parteiprogramm vor. 1923/24 traten Heinrich Brandler als politischer und Thalheimer als theoretischer Kopf der KPD auf, so dass immer von der Brandler-Thalheimer-Führung gesprochen wird. Als KPD-Funktionär geriet er mit der ab 1924 vorherrschenden „ultralinken“ Parteilinie von Ruth Fischer und Arkadi Maslow in Konflikt, die ihm und Brandler ein Versagen bezüglich des Hamburger Aufstandes im Oktober 1923 vorwarfen. Danach verbrachte er die folgenden Jahre in Moskau, wo er am Marx-Engels-Institut Philosophie lehrte und eine Vortragsreihe in der Sun-Yat-sen-Universität zu Moskau hielt.

### Rückkehr nach Deutschland und KPO 1928–1933
Gegen den Willen der Komintern kehrte er 1928 nach Deutschland zurück. Er lehnte von nun an eine Übertragung der Methoden Stalins auf die Komintern und auf Deutschland ab, wie sie die KPD unter Führung Ernst Thälmanns unkritisch propagierte, auch wenn er weiterhin Leninist blieb und die Sowjetunion als „sozialistischen Staat“ verteidigte.
Thalheimer sammelte Parteimitglieder um sich, die mit „dem verschärften Rückfall in ‚linke Kinderkrankheiten‘“ der KP-Führung nicht einverstanden waren, und gründete mit Heinrich Brandler die Kommunistische Partei-Opposition (KPO), eine wenige tausend Mitglieder zählende, auf Wahlebene unbedeutende Organisation, die von der SPD als „KP-Null“ verhöhnt wurde. In dieser Zeit entwickelte Thalheimer seine später berühmt gewordene Faschismus-Analyse (s. u.).

### Exil 1933–1948
Angesichts des intensiven Terrors, der nach Hitlers Ernennung zum Reichskanzler am 30. Januar 1933 einsetzte, wurde ein Teil der Reichsleitung der KPO ins Ausland verlegt. Thalheimer musste emigrieren, zuerst nach Straßburg, dann nach Paris. Bei Beginn des Zweiten Weltkriegs wurde er in Frankreich interniert und war in etwa zehn verschiedenen französischen Lagern interniert. Damit war die politische Führungsarbeit des Auslandkomitees der KPO lahmgelegt.
1941 gelang Thalheimer, seiner Familie und Heinrich Brandler die Ausreise nach Kuba. In Havanna arbeitete Thalheimer unter sehr schwierigen materiellen Bedingungen an philosophischen und politischen Problemen des Marxismus. Die Manuskripte aus dieser Zeit sind verloren gegangen. Nach Kriegsende nahm er zusammen mit Brandler den Kontakt zu seinen Genossen in Deutschland wieder auf und erarbeitete zu ihrer Information jeden Monat eine weltpolitische Übersicht (herausgegeben 1992 von der Gruppe Arbeiterpolitik unter dem Titel Westblock – Ostblock). Seine Bestrebungen um Rückkehr scheiterten trotz intensiver Bemühungen seiner Schwester Bertha Thalheimer. Er starb am 19. September 1948 in Havanna und wurde auf dem jüdischen Friedhof in Guanabacoa beerdigt.
Er war seit 1916 mit Klara Thalheimer geb. Schmidt verheiratet. Sie verstarb 1990 im Alter von fast 98 Jahren in Australien.

## Faschismustheoretiker
Thalheimer geht in seiner Faschismus-Analyse von der marxschen Analyse des Bonapartismus und von den Erfahrungen mit dem italienischen Faschismus aus, der 1922 die Macht erobert hatte. Der Faschismus zerstöre die bürgerliche Demokratie und alle bürgerlichen Freiheiten. Er wolle alle proletarischen Organisationen vernichten. Er plane die Aufrüstung des deutschen Kapitalismus, um diesen zu einer Weltmacht zu machen und eine Neuaufteilung der noch kolonialen Welt durchzusetzen. Dieses Ziel sei nur durch einen neuen Weltkrieg zu erreichen. Das sei das innen- und außenpolitische Programm des deutschen Kapitalismus, der die NSDAP fördert, finanziert, bewaffnet und diesem am 30. Januar 1933 die politische Macht überträgt, um seine ökonomische Macht zu sichern und zu vergrößern. Thalheimer  begründete, warum der „deutsche Faschismus“ brutaler sein werde als der italienische. Daher gelte es u. a., die bürgerliche Demokratie als „den besten Kampfboden für den Sozialismus“ gegen ihre Zerstörung zu verteidigen.
Aufgrund des Kräftegleichgewichts im Klassenkampf zwischen Bourgeoisie und Proletariat hätten die faschistischen Bewegungen in Deutschland und Italien mit ihrem Massenanhang aus deklassierten oder von der Deklassierung bedrohten Angehörigen aller Klassen in relativer Autonomie von der Bourgeoisie die politische Exekutive erobern können. Zwar vertrete der Faschismus objektiv noch die Interessen der Bourgeoisie, insofern er sie mit terroristischen Mitteln gegen die vermeintlich heranstürmende Revolution verteidigte. Dennoch sei er politisch unabhängig von ihr geworden, so dass sich auch die Versuche der faschistischen Exekutive, zwischen den Klassen zu vermitteln, und sogar Übergriffe der Faschisten auch gegen Unternehmer erklären ließen. Der Marburger Politikwissenschaftler Wolfgang Abendroth gab in den sechziger Jahren Thalheimers Aufsätze neu heraus. Sie gaben den faschismustheoretischen Diskussionen der 68er-Bewegung wichtige Impulse und beeinflussten Historiker und Politologen wie Timothy Mason und Reinhard Kühnl.

## Spätere Wertungen in der DDR
Im Propagandafilm Ernst Thälmann – Sohn seiner Klasse (1954, Regie Kurt Maetzig), der das offizielle Geschichtsbild der SED kurz vor der Entstalinisierung widerspiegelt, wurde Thalheimer als amerikanischer Agent dargestellt. Erst im Dezember 1983 erklärte das Politbüromitglied der SED Horst Sindermann ihn zu einem „hervorragenden Kämpfer der deutschen Arbeiterbewegung“ und stellte ihn in eine Reihe mit Rosa Luxemburg und Wilhelm Pieck, Hermann und Käte Duncker, Hugo Eberlein und Paul Frölich, Leo Jogiches und Ernst Meyer, Paul Levi und Paul Lange.
Siehe auch: Thalheimers Bonapartismus-Theorie

## Werke
- „So ist die Vernunft selbst weltlich“. Ausgewählte philosophische und religionskritische Schriften. Klassiker der Religionskritik, Band 10, Alibri-Verlag, Aschaffenburg 2008, ISBN 978-3-86569-130-9.
- Westblock – Ostblock. Welt- und Deutschlandpolitik nach dem zweiten Weltkrieg. Internationale monatliche Übersichten 1945–1948. Erweitert durch Briefe und Dokumente, Gruppe Arbeiterpolitik, 1992.
- 1923: Eine verpaßte Revolution? Die deutsche Oktoberlegende und die wirkliche Geschichte von 1923. Junius Verlag, Berlin 1931.